# Långstjärtad silkesflugsnappare
Långstjärtad silkesflugsnappare (Ptiliogonys caudatus) är en centralamerikansk fågel i familjen silkesflugsnappare inom ordningen tättingar.

## Utseende och läte
Långstjärtad silkesflugsnappare är en traststor (21-24 centimeter) fågel med, som namnet avslöjar, en påfallande lång stjärt. Hanen har blekgrå panna medan resten av det tofsprydda huvudet samt hals, strupe och nedre delen av buken är gul. Den är blågrå på rygg, nedre delen av bröstet och övre delen av buken. Stjärten är svart med vitfläckade yttre stjärtpennor. Vingpennorna är svarta.
Honan är något mindre än hanen och generellt mörkare i färgerna, med mörkare grå panna, olivfärgad kropp och kortare, mörkare stjärt. Lätet är ett upprepat tji-tjipp.

## Utbredning och systematik
Arten förekommer i bergen i Costa Rica och västra Panama (Chiriquí). Den behandlas som monotypisk, det vill säga att den inte delas in i några underarter.

## Levnadssätt
Fågeln påträffas i bergsskogar från 1850 meter över havet upp till trädgränsen. Paret bygger ett prydligt skålformat bo av lavar två till 18 meter upp i ett träd, ibland i lösa kolonier. Honan lägger två brun- och lilafläckade grå ägg som båda könen ruvar. Ungarna är flygga efter 18-25 dagar från kläckning och matas av båda föräldrar.
Utanför häckningstid ses arten födosöka i små flockar, på jakt efter insekter som den fångar i luften, eller små frukter, framför allt mistelbär. Den ses ofta sitta på höga exponerade grenar.

## Status och hot
Arten har ett stort utbredningsområde och en stor population, men tros minska i antal på grund av habitatförstörelse, dock inte tillräckligt kraftigt för att den ska betraktas som hotad. Internationella naturvårdsunionen IUCN kategoriserar därför arten som livskraftig (LC). Världspopulationen har inte uppskattats men den beskrivs som vanlig.